# El cobrador
El cobrador (títol original en anglès, Collection) és una pel·lícula dramàtica de thriller policial estatunidenca del 2021 escrita per Todd M. Friedman, dirigida per Marianna Palka i protagonitzada per Alex Pettyfer. S'ha doblat i subtitulat al català.

## Repartiment
- Alex Pettyfer com a Brandon
- Mike Vogel com a Ross
- Jacques Colimon com a Sean
- Breeda Wool com a Rava
- Shakira Barrera com a Christina

## Producció
El novembre de 2019, es va anunciar que Pettyfer, Vogel, Colimon, Wool i Barrera serien els intèrprets de la pel·lícula. Es va estrenar als cinemes i a la carta el 17 de setembre de 2021.